# Wolfgang Heinz (Schauspieler)

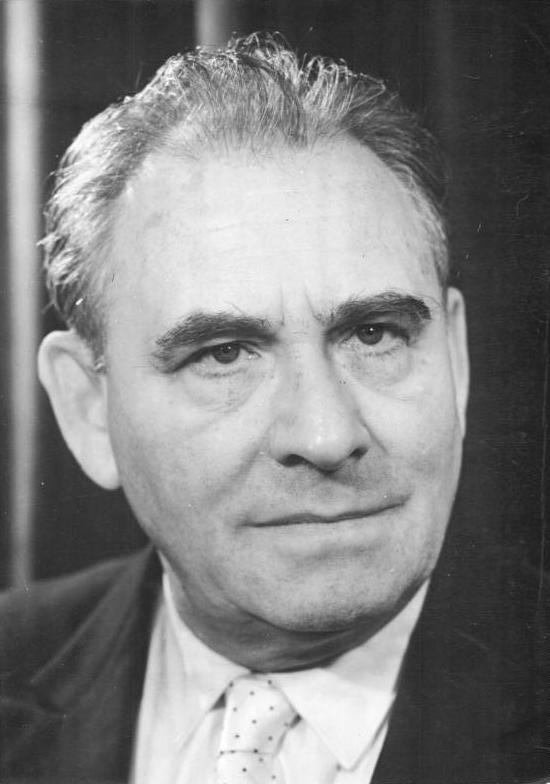
Wolfgang Heinz, 1959

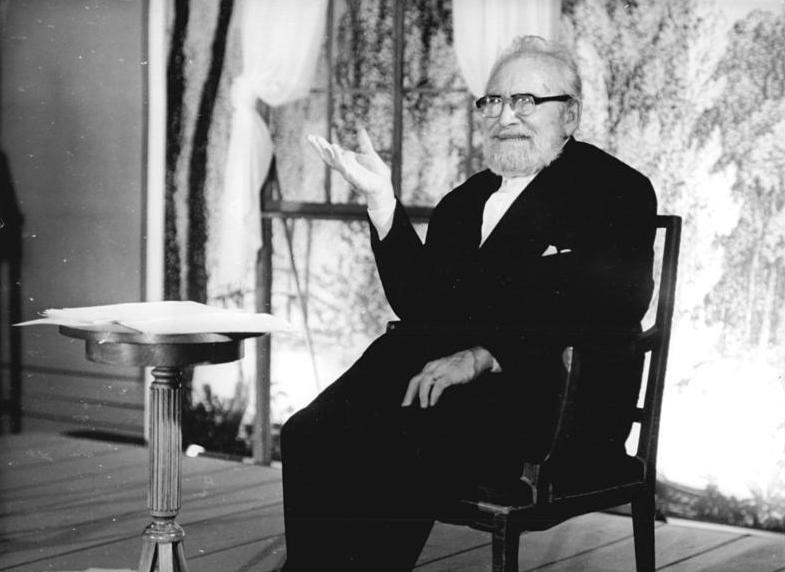
Wolfgang Heinz, 1979

Wolfgang Heinz, geboren als Wolfgang Hirsch oder David Hirsch (* 18. Mai 1900 in Pilsen, Österreich-Ungarn; † 30. Oktober 1984 in Ost-Berlin), war ein österreichisch-deutscher Schauspieler und Regisseur.

## Leben
Wolfgang Heinz wurde als Sohn des Journalisten Julius Hirsch und seiner Ehefrau, der Schauspielerin Camilla Alt, geboren. Er besuchte das Erzherzog-Rainer-Realgymnasium in Wien. Nach dem Abschluss war sein Ziel, Schauspieler zu werden. Nach einer kurzen Ausbildung erhielt er 1917 in Eisenach sein erstes Engagement. 1918 kam er an Max Reinhardts Deutsches Theater Berlin nach Berlin. In der Saison 1918/19 spielte er außerdem am Volkstheater in Wien. 1919 bis 1923 war er in Berlin am Preußischen Staatstheater unter Leopold Jessner. Danach wirkte Heinz unter anderem an den Hamburger Kammerspielen. Ab 1927 spielte Wolfgang Heinz erneut am Preußischen Staatstheater unter Leopold Jessner. Unter dem Einfluss seines Freundes Hans Otto trat er 1930 der KPD bei. Kurz nach dem Machtantritt der Nationalsozialisten 1933 floh er, auch wegen seiner jüdischen Herkunft, nach Österreich. 1934 ging er an das Schauspielhaus Zürich und blieb bis 1946 als Regisseur und Schauspieler. 1943 trat er aus der KPD aus, blieb aber Kommunist.
1946 war Wolfgang Heinz am Wiener Volkstheater engagiert. 1948 bis 1956 wirkte er als Schauspieler, Regisseur und Direktor der Scala Wien. Da sein Theater als kommunistische Bühne verfemt und 1956 geschlossen wurde, wechselte er an das Deutsche Theater in Ost-Berlin. Hier hatte er bereits seit 1951 als Gastregisseur gearbeitet. Von 1956 bis 1962 war er Oberspielleiter und von 1963 bis 1969 Intendant. 1959 bis 1962 war er zudem Direktor der Staatlichen Schauspielschule Berlin. Bis 1976 spielte er am Deutschen Theater Berlin und wurde besonders durch seine Interpretation der Titelrolle in Lessings Nathan der Weise bekannt, die er 1966 dort zum ersten Mal gab. Weitere Rollen waren Woyzeck, Shylock, Gessler, Lear, Galileo Galilei in Bertolt Brechts Leben des Galilei, Wallenstein, Falstaff, Danton und der Teterew in Die Kleinbürger von Gorki. Als Regisseur leitete er die Inszenierungen der Stücke von Gorki, Tschechow und Hauptmann. 1961 übernahm Heinz die Titelrolle des Professor Mamlock in Konrad Wolfs Verfilmung des gleichnamigen Theaterstücks. Die Rolle hatte Heinz zuvor schon auf der Bühne des Deutschen Theaters gespielt.
Heinz trat 1963 der SED bei. Er war seit 1966 Präsident des Verbands der Theaterschaffenden und von 1968 bis 1970 Vizepräsident der Deutschen Akademie der Künste.
Mit der Schauspielerin Erika Pelikowsky war er verheiratet und die gemeinsame Tochter ist die Schauspielerin und Regisseurin Gabriele Heinz. In den 1980er Jahren bemühte er sich, seinen Halbbruder David Hurst nach Berlin in die DDR zu holen, was allerdings am Widerstand der Behörden scheiterte. Dieser kam so erst in den 1990er Jahren nach Berlin.

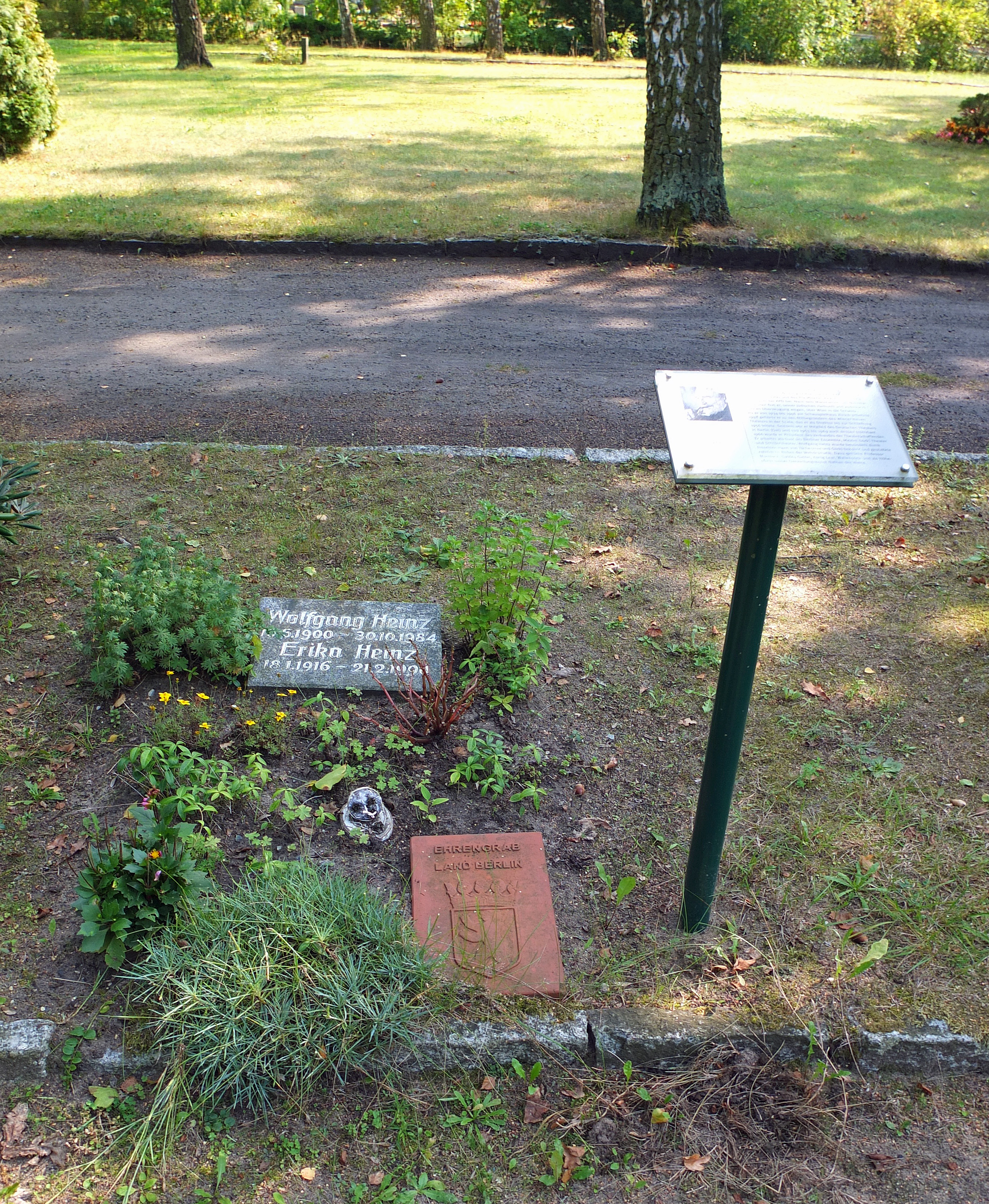
Grabstätte von Wolfgang Heinz und seiner Ehefrau Erika Pelikowsky-Heinz auf dem Friedhof Adlershof in Berlin

Seine letzte Ruhe fand Heinz auf dem Friedhof Adlershof in Berlin. Sie ist als Ehrengrab der Stadt Berlin gewidmet.

## Auszeichnungen
- 1959: Ernennung zum Professor
- 1960: Mitglied der Deutschen Akademie der Künste
- 1965: Vaterländischer Verdienstorden in Gold
- 1968: Nationalpreis der DDR
- 1974: Karl-Marx-Orden
- 1975: Ehrenmitglied des Deutschen Theaters
- 1976: Goethepreis der Stadt Berlin
- 1980: Ehrenspange zum Vaterländischen Verdienstorden
- 1982: Theodor-Körner-Preis
- 1983: Ehrenbürger von Berlin
- 1984: Nationalpreis der DDR I. Klasse für Kunst und Literatur

## Filmografie
- 1919: Die Geächteten
- 1920: Die entfesselte Menschheit
- 1921: Nosferatu – Eine Symphonie des Grauens
- 1932: Ein blonder Traum
- 1938: Füsilier Wipf
- 1954: Wiener Herzen (Der Komödiant von Wien)
- 1955: Gasparone
- 1958: Geschwader Fledermaus
- 1958: Die Erschaffung der Welt (Stvorení sveta, Sprecher)
- 1961: Aktion J (Dokumentarfilm, Sprecher)
- 1961: Professor Mamlock
- 1961: Gelöbnis von Sachsenhausen (Dokumentarfilm, Sprecher)
- 1963: Das russische Wunder (Dokumentarfilm, Sprecher)
- 1966: Die Ermittlung (Theateraufzeichnung)
- 1966/72: Der kleine Prinz (Fernsehfilm)
- 1973: Der nackte Mann auf dem Sportplatz
- 1974: Ich war, ich bin, ich werde sein (Dokumentarfilm, Sprecher)
- 1978: Nun gut, wir wollen fechten (TV-Dokfilm)
- 1979: Die Rache des Kapitäns Mitchell (Fernsehfilm)

## Synchronsprecher
- 1955: … und nicht als ein Fremder als Dr. Aarons (Broderick Crawford)

## Theater

### Regie
- 1951: Alfred Kantorowicz: Die Verbündeten (Deutsches Theater Berlin – Kammerspiele)
- 1951: William Shakespeare: Was ihr wollt (Deutsches Theater Berlin – Kammerspiele)
- 1954: Maxim Gorki: Ssomow und Andere (Deutsches Theater Berlin)
- 1955: Gerhart Hauptmann: Vor Sonnenuntergang (Deutsches Theater Berlin)
- 1956: Lillian Hellman: Die kleinen Füchse (Deutsches Theater Berlin – Kammerspiele)
- 1959: Maxim Gorki: Sommergäste (Deutsches Theater Berlin)
- 1961: Anton Tschechow: Der Kirschgarten (Deutsches Theater Berlin)
- 1962: Georg Bernhard Shaw: Haus Herzenstod (Deutsches Theater Berlin – Kammerspiele)
- 1962: Gerhart Hauptmann: Florian Geyer (Volksbühne Berlin)
- 1963: Leo Tolstoi: Krieg und Frieden (Erzähler) – Regie mit Hannes Fischer (Volksbühne Berlin)
- 1967: Maxim Gorki: Feinde (Deutsches Theater Berlin)
- 1967: Rolf Schneider: Prozeß in Nürnberg (Deutsches Theater Berlin)
- 1968: Johann Wolfgang von Goethe: Faust. Der Tragödie erster Teil (Im Vorspiel: Theaterdirektor) – Regie mit Adolf Dresen (Deutsches Theater Berlin)
- 1969: Mattias Braun (nach Euripides): Die Troerinnen (Deutsches Theater Berlin)
- 1975: Maxim Gorki: Die Letzten (Maxim-Gorki-Theater Berlin)
- 1976: Wassili Schukschin: Der Standpunkt (Deutsches Theater Berlin)
- 1976: Wassili Schukschin: Tüchtige Leute (Deutsches Theater Berlin)
- 1978: Gerhart Hauptmann: Michael Kramer (Deutsches Theater Berlin)
- 1980: Anton Tschechow Die Möwe (Deutsches Theater Berlin)

### Schauspieler

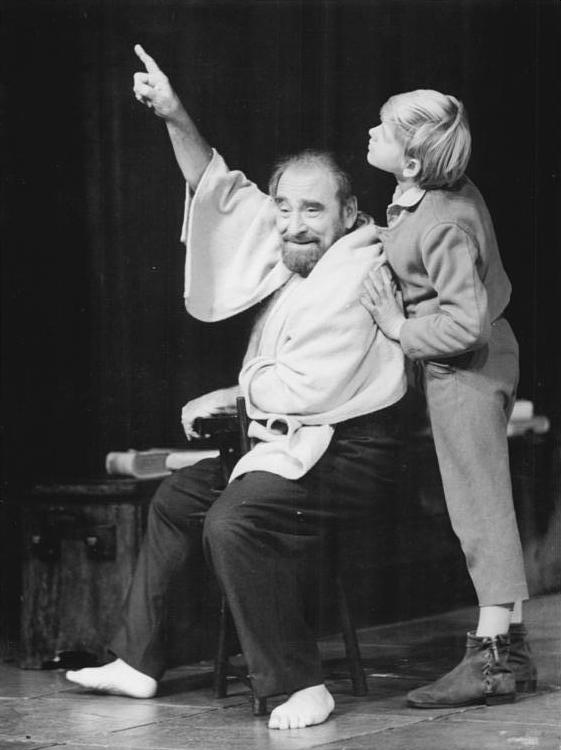
Szenenbild Wolfgang Heinz als Galilei 1971 am Berliner Ensemble mit Andrea

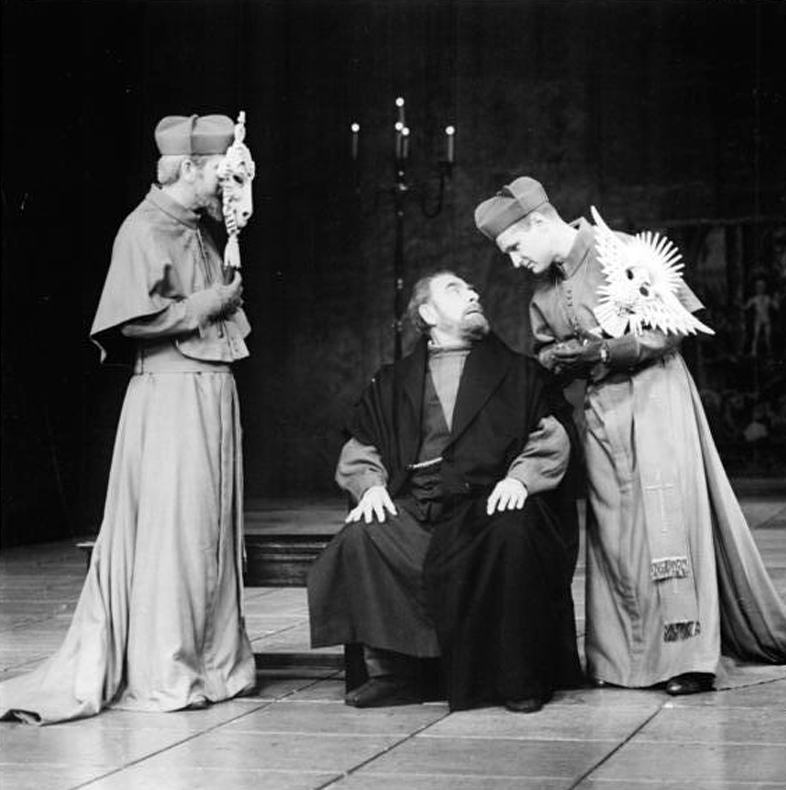
Szenenbild Wolfgang Heinz als Galilei

- 1934: Titelrolle in Heinrich IV. (Schauspielhaus Zürich)
- 1936: Claudius in Hamlet (Schauspielhaus Zürich)
- 1943: Jago in Othello (Schauspielhaus Zürich)
- 1945: Titelrolle in Timon von Athen (Schauspielhaus Zürich)
- 1946: Titelrolle in König Lear (Schauspielhaus Zürich)
- 1936: Just in Lessings Minna von Barnhelm (Schauspielhaus Zürich)
- 1939: Titelrolle in Büchners Dantons Tod (Schauspielhaus Zürich)
- 1941: Antonio in Schillers Torquato Tasso (Schauspielhaus Zürich)
- 1941: Pastor Manders in Ibsens Die Gespenster (Schauspielhaus Zürich)
- 1941: Koch in der Uraufführung von Bertolt Brechts Mutter Courage und ihre Kinder (Schauspielhaus Zürich)
- 1942: Verrina in Schillers Die Verschwörung des Fiesco zu Genua (Schauspielhaus Zürich)
- 1944: Mr. Antrobus in Wilders Wir sind noch einmal davongekommen (Schauspielhaus Zürich)
- 1945: Mannon in O’Neills Trauer muss Elektra tragen (Schauspielhaus Zürich)
- 1950: Ernst Fischer: Der große Verrat (Malabranca) – Regie: Wolfgang Langhoff (Deutsches Theater Berlin)
- 1959: Friedrich Schiller: Wallenstein (Wallenstein) – Regie: Karl Paryla (Deutsches Theater Berlin)
- 1971: Bertolt Brecht: Leben des Galilei (Galilei) – Regie: Fritz Bennewitz (Berliner Ensemble)

## Hörspiele

### Regie
- 1957: Lion Feuchtwanger: „Wahn“ oder „Der Teufel in Boston“ (Rundfunk der DDR)

### Sprecher
- 1953: Otto Taussig: Der Fall van der Lubbe – Regie: Franz Josef Engel (RAVAG Wien)
- 1954: Johannes R. Becher: Die Winterschlacht – Regie: Hedda Zinner (Rundfunk der DDR)
- 1954: Friedrich Schiller: Die Räuber (Pastor Moser) – Regie: Martin Flörchinger (Rundfunk der DDR)
- 1957: Wolfgang Weyrauch: Woher kennen wir uns bloß? (Jude) – Regie: Peter Thomas (Rundfunk der DDR)
- 1958: Gerhard Rentzsch/Karl Wagert: Der Fall van der Lubbe (Dimitroff) – Regie: Erich-Alexander Winds (Rundfunk der DDR)
- 1958: Günther Weisenborn: Yang-Tse-Kiang – Regie: Werner Stewe (Rundfunk der DDR)
- 1978: Karel Čapek: Taschenspiele (Älterer Herr) – Regie: Joachim Staritz (Hörspiel – Rundfunk der DDR)
- 1979: Alberto Molina: Beerdigung unter Bewachung (Neruda) – Regie: Fritz Göhler (Hörspiel – Rundfunk der DDR)